# زلاتي مورافسي
زلاتي مورافسي (بالسلوفاكية: FC ViOn Zlaté Moravce – Vráble)‏ هو نادي كرة قدم سلوفاكي مقره في زلاتى مورافتسى. تأسس النادي في 22 يناير 1995.

## التاريخ
لعب زلاتي مورافسي أول مباراة أوروبية له في 19 يوليو 2007 في كأس الاتحاد الأوروبي على أرضه ضد ألما آتا، وفاز 3-1. في 2 أغسطس 2007، تعادلوا في ألماتي 1–1، وتأهلوا إلى الدور الثاني من التصفيات.

## وصلات خارجية
- الموقع الرسمي باللغة السلوفاكية
- زلاتي مورافسي  على فيسبوك.
- قناة زلاتي مورافسي  على يوتيوب